# Éole (Automarke)
Éole war eine französische Automarke.

## Unternehmensgeschichte
Das Unternehmen J. B. Clément et Cie aus Paris begann 1899 mit der Produktion von Automobilen, die als Éole vermarktet wurden. 1901 endete die Produktion.

## Fahrzeuge

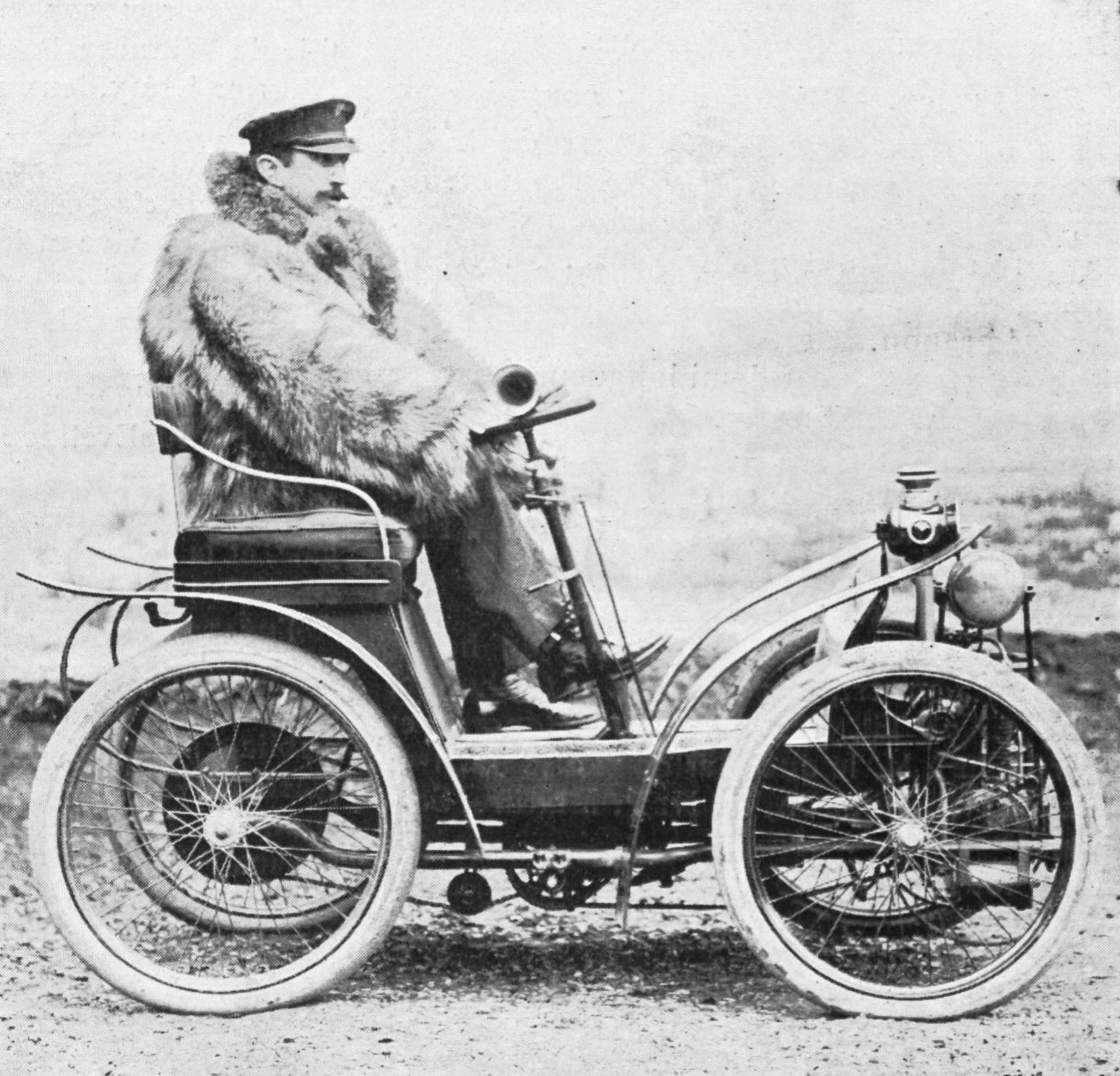
Éole 2.25 CV (1899, van Berendonck)

Zunächst gab es ein Modell mit einem Einbaumotor von Aster. Der Motor leistete  je nach Quelle 2,25 PS oder 2,75 PS. Er war vorne platziert und luftgekühlt. Die Motorleistung wurde über eine Kardanwelle an ein Dreiganggetriebe übertragen und von dort über eine Kette an die Hinterachse. Der Rahmen war eine Röhrenkonstruktion. Das Gesamtgewicht wurde mit rund 4 cwt. (rund 200 kg) angegeben, die Höchstgeschwindigkeit mit 30 km/h. Im Jahr 1900 soll der Anschaffungspreis in Frankreich 2.500 Francs betragen haben. Van Berendonck belegte mit seiner Éole 1899 beim Course de côte de Chanteloup den 3. Platz, beim Course de côte de Gaillon im November 1900 wurde er erster in seiner Klasse.

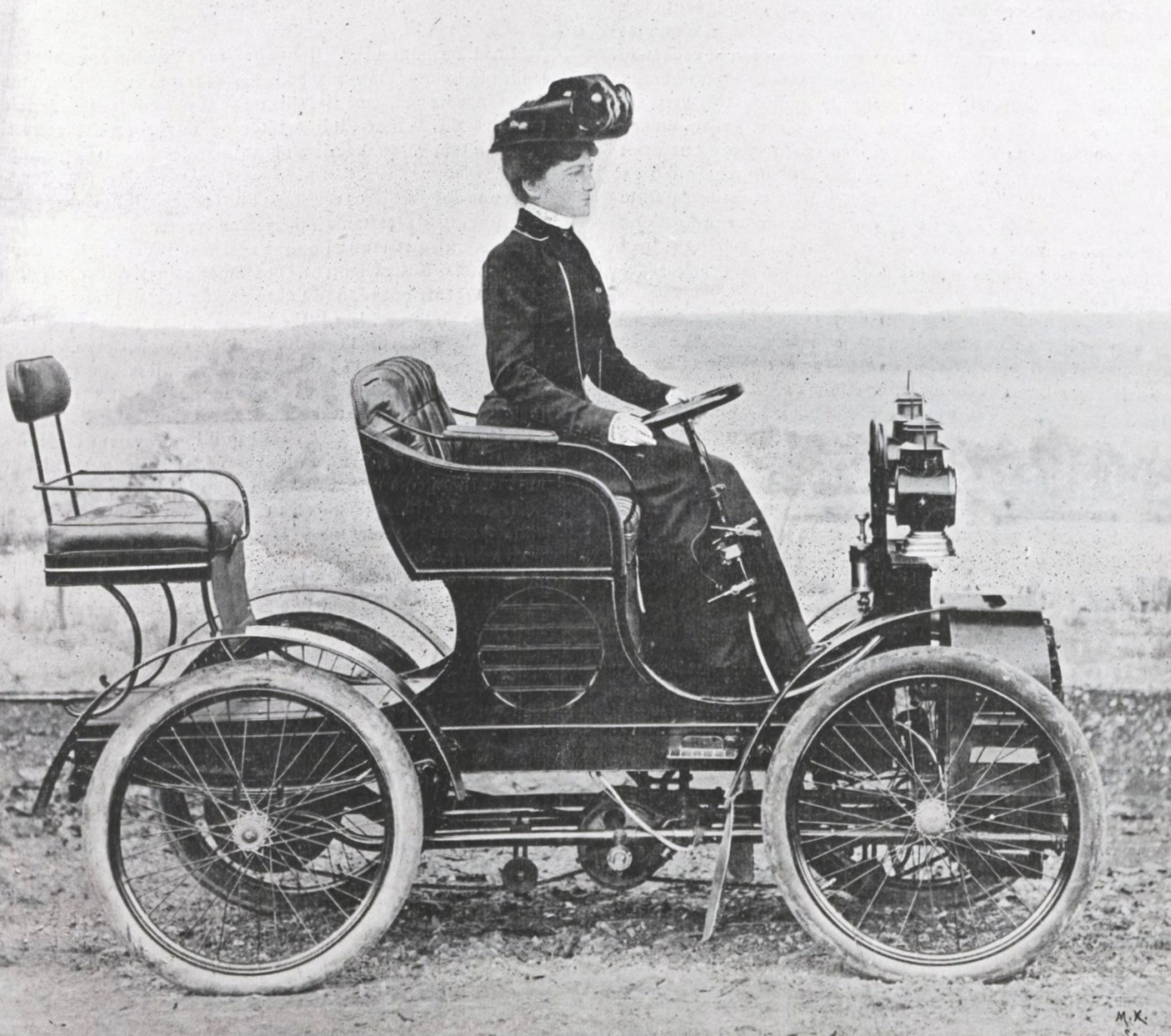
Éole 4.5 CV (1900)

Das nächste Modell verfügte über zwei Motoren mit zusammen 4,5 PS Leistung. Die Höchstgeschwindigkeit war mit 56 km/h angegeben.
1901 folgte ein Modell mit einem Einzylindermotor von der Société Buchet mit 6 PS Leistung.